# Dichaetomyia bicolor
Dichaetomyia bicolor este o specie de muște din genul Dichaetomyia, familia Muscidae. A fost descrisă pentru prima dată de Macquart în anul 1855. Conform Catalogue of Life specia Dichaetomyia bicolor nu are subspecii cunoscute.